# Maiara Walsh
Pour les articles homonymes, voir Walsh.
Maiara Walsh, née le 18 février 1988 à Seattle (État de Washington), est une actrice, mannequin et réalisatrice américano-brésilienne.

## Biographie
Maiara Walsh est née en 1988, d'une mère brésilienne et d'un père américain. Elle parle couramment l'anglais, le portugais et l'espagnol. Maiara et sa famille ont déménagé à São Paulo lorsqu'elle avait deux ans. À onze ans, ils déménagent de nouveau pour Simi Valley, en Californie, pour qu'elle puisse continuer sa carrière d'actrice.
Elle est principalement connue pour avoir joué le rôle de Meena Paroom dans la série Cory est dans la place. Elle a aussi joué le rôle d'Ana, la nièce de Carlos Solis (joué par Ricardo Antonio Chavira) et de Gabrielle Solis (jouée par Eva Longoria), dans Desperate Housewives. Elle apparaît dans le dernier épisode de la cinquième saison et son contrat est renouvelé pour quelques épisodes de la sixième saison en 2009.
En 2010, on la retrouve dans deux épisodes de la deuxième saison de Vampire Diaries, où elle interprète le rôle d'une étudiante, Sarah. En 2011, elle est à l'affiche de la comédie Lolita malgré moi 2.
En 2013, elle apparaît dans quelques épisodes de Switched dans le rôle de Simone.

## Filmographie

### Cinéma

#### Longs métrages
- 2010 : The Prankster : Sage
- 2012 : General Education : Katie
- 2012 : Last Hours in Suburbia : Jennifer
- 2013 : The Starving Games : Kantmiss
- 2014 : The Jazz Funeral
- 2015 : VANish : Emma
- 2015 : Glitch : Sophie
- 2015 : Summer Camp : Michelle
- 2018 : Her Boyfriend's Secret : Carrie
- 2019 : Babysplitters : Taylor Small
- 2019 : Une ex malveillante (The Ex Next Door) : Louisa
- 2020 : Killer Dream Home : Jules Grant

#### Courts métrages
- 2011 : Empty Sky : Samantha McDonnell
- 2013 : Chocolate Milk : Lucy
- 2014 : The Armadillo : Molly Gardner
- 2018 : Ryder : Tanya
- 2019 : Young Blood : Ama Mendoza

### Télévision

#### Séries télévisées
- 2005 : Allie Singer (Unfabulous) : la cousine
- 2007–2008 : Cory est dans la place (Cory in the House) : Meena Paroom
- 2009–2010 : Desperate Housewives : Ana Solis
- 2010 : Vampire Diaries :  Sarah
- 2010 : La Vie secrète d'une ado ordinaire (The Secret Life of the American Teenager) : la fille en bleu
- 2012 : Switched at Birth : Simone St-Clair
- 2012–2017 : Switched : Simone Sinclair
- 2013 : Zombieland The Serie : Wichita/Krista
- 2014 : Agents of S.H.I.E.L.D : Callie Hannigan
- 2016 : Notorious : Willow Ferrera
- 2018 : Esprits criminels (Criminal Minds) : Nikki Pareno
- 2018 : The Last Ship  : Mia Valdez
- 2022 : Good Trouble : Jenna Peréz

#### Téléfilms
- 2009 : Revolution : Emily
- 2011 : Lolita malgré moi 2 (Mean Girls 2) : Amanda "Mandi" Weatherly DuPont
- 2012 : Une faute impardonnable : Jennifer
- 2016 : Désespérément romantique (Hopeless, Romantic) : Summer
- 2019 : Identity Theft of a Cheerleader : Vicky Patterson
- 2020 : L'étrangère dans ma maison (The Wrong Address) de Jake Helgren : Jules Grant

### Clip
- 2008 :7 Things de Miley Cyrus